# Bolero (dans)

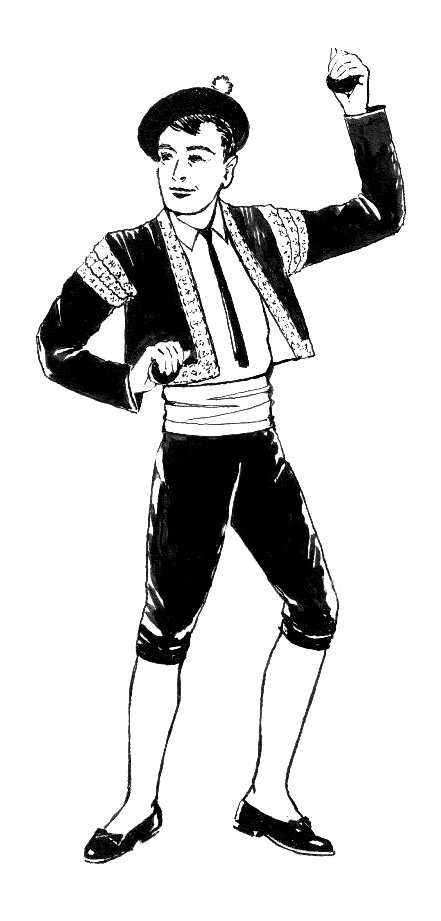
Man med kastanjetter som dansar bolero.

Bolero är en dans som härstammar från Spanien och är mycket populär i sydamerikanska länder. Boleron som uppfanns omkring 1780 dansas i 3/4 takt, ofta även med taktväxling. Den dansas av två personer med kastanjetter. Ackompanjerad av sång och gitarr kallas boleron guidilla-bolero.

## Liknande danser/musikstilar
- Cumbia
- Salsa
- Habanero